# Westfalenpokal (Frauen)
Der Westfalenpokal der Frauen ist der Verbandspokalwettbewerb der Frauen des Fußball- und Leichtathletik-Verbands Westfalen (FLVW). Der Sieger qualifiziert sich für die erste Hauptrunde des DFB-Pokals der Frauen. Amtierender Pokalsieger ist Borussia Dortmund. Rekordsieger ist der TSV Siegen mit neun Titeln.

## Modus
Am Westfalenpokal der Frauen nehmen 32 Mannschaften teil. Automatisch qualifiziert sind die westfälischen Mannschaften, die in der Vorsaison in der Regionalliga West gespielt haben. Die restlichen Mannschaften qualifizierten sich über die Kreispokalwettbewerbe. Da nicht jeder Fußballkreis ausreichend Mannschaften für einen eigenen Kreispokal hat, haben sich mehrere Kreisverbände zusammengeschlossen, um einen gemeinsamen Kreispokalwettbewerb auszuspielen. Zweite Mannschaften sind nicht teilnahmeberechtigt.
Der Westfalenpokal wird im K.-o.-System ausgetragen. In jeder Runde gibt es ein Spiel. Wenn ein Spiel nach 90 Minuten unentschieden steht wird das Spiel um zweimal 15 Minuten verlängert. Sollte danach immer noch keine Entscheidung gefallen sein folgt ein Elfmeterschießen. Die Partien der einzelnen Runden werden ausgelost. Um zu große Anfahrten zu vermeiden, werden in den ersten beiden Runden die Mannschaften auf vier nach geographischen Gesichtspunkten aufgeteilt. Die Auslosung findet innerhalb dieser Gruppen statt. In den ersten beiden Runden hat zudem die Mannschaft Heimrecht, die in der niedrigeren Spielklasse antritt. Spielen zwei Mannschaften aus der gleichen Ligenebene gegeneinander hat die zuerst gezogene Mannschaft ein Heimspiel.
Das Endspiel findet an einem vom FLVW zu bestimmenden Ort statt. Nur der Sieger ist für die DFB-Hauptrunde qualifiziert. Sollte der Westfalenpokalsieger gleichzeitig den Aufstieg in die 2. Bundesliga schaffen, so rückt der Westfalenpokalfinalist in den DFB-Pokal nach.

## Frühere Sieger
- 1980: TSV Siegen[2]
- 1981: TSV Siegen
- 1982: FC Schalke 04
- 1983: TSV Siegen
- 1984: FC Schalke 04
- 1985: TSV Siegen
- 1986: TSV Siegen
- 1987: TSV Siegen
- 1988: TSV Siegen
- 1989: TSV Siegen
- 1990: TSV Siegen
- 1991: SG Wattenscheid 09
- 1992: Preußen Borghorst
- 1993: Herforder SV
- 1994: BSV Müssen
- 1995: SG Lütgendortmund
- 1996: SV Brackel 06
- 1997: SG Wattenscheid 09
- 1998: DJK Arminia Ibbenbüren
- 1999: SG Wattenscheid 09
- 2000: Herforder SV
- 2001: Sportfreunde Siegen II

## Endspiele seit 2002
| Jahr | Sieger | Finalist | Ergebnis |
| ---- | --- | --- | --- |
| 2002 | FC Gütersloh 2000 | Sportfreunde Siegen | 3:2 n. V. |
| 2003 | Blau Weiß Post Recklinghausen | DJK Arminia Ibbenbüren | 7:4 n. E. |
| 2004 | FC Gütersloh 2000 | SG Lütgendortmund | 7:2 |
| 2005 | DJK Arminia Ibbenbüren | TuS Harpen | 2:1 |
| 2006 | FC Gütersloh 2000 II | FC Finnentrop | 1:0 |
| 2007 | SG Lütgendortmund | DJK Arminia Ibbenbüren | 4:2 |
| 2008 | DJK Arminia Ibbenbüren | Concordia Flaesheim | 9:3 |
| 2009 | DJK Eintracht Coesfeld | DJK Arminia Ibbenbüren | 4:1 |
| 2010 | 1. FFC Recklinghausen | Arminia Bielefeld | 4:1 |
| 2011 | VfL Bochum | Sportfreunde Siegen | 5:0 |
| 2012 | Sportfreunde Siegen | Germania Hauenhorst | 3:2 |
| 2013 | VfL Bochum | Sportfreunde Siegen | 2:1 |
| 2014 | Germania Hauenhorst | SV Waldesrand Linden | 6:0 |
| 2015 | DJK-VfL Billerbeck | 1. FFC Recklinghausen | 6:0 |
| 2016 | DJK Arminia Ibbenbüren | Germania Hauenhorst | 1:0 |
| 2017 | VfL Bochum | SpVg Berghofen | 3:0 |
| 2018 | DJK-VfL Billerbeck | Germania Hauenhorst | 2:0 |
| 2019 | SpVg Berghofen | Sportfreunde Siegen | 4:0 |
| 2020 | SSV Rhade | Sportfreunde Siegen | 4:1 |
| 2021 | Der Wettbewerb wurde wegen der COVID-19-Pandemie abgebrochen. Zum Teilnehmer am DFB-Pokal wurde die SpVgg Horsthausen ausgelost. | Der Wettbewerb wurde wegen der COVID-19-Pandemie abgebrochen. Zum Teilnehmer am DFB-Pokal wurde die SpVgg Horsthausen ausgelost. | Der Wettbewerb wurde wegen der COVID-19-Pandemie abgebrochen. Zum Teilnehmer am DFB-Pokal wurde die SpVgg Horsthausen ausgelost. |
| 2022 | SpVg Berghofen | VfL Bochum | 3:1 i. E. |
| 2023 | Arminia Bielefeld | VfL Bochum | 4:0 |
| 2024 | DJK Wacker Mecklenbeck | Arminia Bielefeld | 5:4 i. E. |
| 2025 | Borussia Dortmund | FC Schalke 04 | 2:0 |